# 34791 Ericcraine
2001 SU4 (asteroide 34791) é um asteroide da cintura principal. Possui uma excentricidade de 0.10984760 e uma inclinação de 3.08390º.
Este asteroide foi descoberto no dia 18 de setembro de 2001 por Roy A. Tucker em Goodricke-Pigott.